# Trattato de' semplici, pietre et pesci marini
Trattato de' semplici, pietre, et pesci marini, che nascono nel lito di Venezia, la maggior parte non conosciuti da Teofrasto, Dioscoride, Plinio, Galeno, & altri scrittori (Tratado de simples , piedras y peces marinos que nacen en el litoral de Venecia, en su mayoría desconocidos a Teofrasto, Dioscórides, Plinio, Galeno y otros escritores) es un estudio de la flora propia del litoral de Venecia del boticario veneciano Antonio Donati publicado en 1631 .

## Descripción
La primera parte del tratado consta de la descripción de más de 250 especies de plantas, del lugar donde crecen, sus beneficios y sus empleos en la preparación de medicamentos. El segundo capítulo, al que iba destinada la descripción de piedras y peces, es solo un esbozo. El mismo Donati explica en la Nota al Lector la razón de esta falta: la desastrada epidemia de peste que sorprendió la ciudad de Venecia en 1630 impidió llevar a cabo la obra tal y como su autor se proponía. El libro cuenta con 32 ilustraciones. Entre éstas, está representada la Tethys fimbria, un molusco que Donati llama Satiro Marino y que pudo observar al encontrarlo atrapado en la red de unos pescadores; descrito como transparente y similar a la cabeza de un sátiro, una vez seccionado por unos médicos del Collegio dei Medici de Venecia resultó constituido por una cavidad sin entrañas. En el Tratado se le atribuye la capacidad de aliviar inflamaciones y tumores. Otro ejemplar similar fue visto fugazmente en la misma ocasión, pero no se pudo describir, ya que el animal consiguió huir «como hielo al fuego».
Un intercambio de cartas entre Giovanni de Brignoli di Brunnhoff y Antonio Bertoloni, publicado en Nuovi annali delle scienze naturali  en 1847, nos proporciona noticias acerca de la posibilidad de una múltiple edición del tratado de Donati a raíz de la diferencia entre varios ejemplares en la dedicatoria (dirigida a diferentes personas), y de una supuesta diferencia en la ilustración de la Salicornia.Sin embargo, a través de la comparación de varios ejemplares en diversas Bibliotecas de huertos botánicos y universidades, se llegó a la conclusión de que se trata de la misma edición, si bien en algunos ejemplares la ilustración de la Salicornia haya sido enmendada porque mal impresa en las primeras copias, y a pesar de que Donati quiso dedicar a varias personas su única obra botánica, generando así la diferencia entre ejemplares.
Además de esto, la carta de’ Brignoli nos ilumina sobre otro detalle; el botánico siciliano Paolo Boccone, en su Museo di piante rare della Sicilia, Malta, Corsica, Italia, Piemonte, e Germania  de 1697, nombra y describe la que él llama Sidertis salviaefolio Donati (Sideritis salvia folio), añadiendo: «Quise darla a conocer en este Museo ya que no fue representada por otros que Antonio Donati, boticario véneto, en una obra suya, hoy en día muy rara».